# رشيد عزوزي
رشيد عزوزي (مواليد 10 يناير/كانون الثاني 1971 في فاس) لاعب كرة قدم مغربي سابق أجاد اللعب في مركز الوسط. ترعرع في ألمانيا وبدأ اللعب مع أندية ألمانية.

## روابط خارجية
- رشيد عزوزي على موقع الاتحاد الدولي (مؤرشف)  (الإنجليزية)
- رشيد عزوزي على موقع قاعدة بيانات كرة القدم.إي يو (الإنجليزية)
- رشيد عزوزي على موقع بيانات كرة القدم. دي إي (الألمانية)
- رشيد عزوزي على موقع ناشيونال فوتبول تيمز (الإنجليزية)
- رشيد عزوزي على موقع عالم كرة القدم.نت (الإنجليزية)
- رشيد عزوزي على موقع أوليمبيديا (الإنجليزية)